# Podział administracyjny Filipin
Filipiny dzielą się na 18 regionów, a te z kolei na 82 prowincje. Regiony geograficznie pogrupowane są w 3 grupy wysp:

## Luzon
| Mapa | Region (nazwa krótka)                  | Stolica      | Prowincje                                                                    |
| ---- | -------------------------------------- | ------------ | ---------------------------------------------------------------------------- |
|      | Region Stołeczny (NCR; Metro Manila)   | Manila       | brak prowincji                                                               |
|      | Cordillera Administrative Region (CAR) | Baguio       | - Abra - Apayao - Benguet - Ifugao - Kalinga - Mountain Province             |
|      | Ilocos Region (Region I)               | San Fernando | - Ilocos Norte - Ilocos Sur - La Union - Pangasinan                          |
|      | Cagayan Valley (Region II)             | Tuguegarao   | - Batanes - Cagayan - Isabela - Nueva Vizcaya - Quirino                      |
|      | Luzon Środkowy (Region III)            | San Fernando | - Aurora - Bataan - Bulacan - Nueva Ecija - Pampanga - Tarlac - Zambales     |
|      | CALABARZON (Region IV-A)               | Calamba      | - Batangas - Cavite - Laguna - Quezon - Rizal                                |
|      | MIMAROPA (Region IV-B)                 | Calapan      | - Marinduque - Occidental Mindoro - Oriental Mindoro - Palawan - Romblon     |
|      | Bicol Region (Region V)                | Legazpi      | - Albay - Camarines Norte - Camarines Sur - Catanduanes - Masbate - Sorsogon |

## Visayas
| Mapa | Region (krótka nazwa)               | Stolica   | Prowincje                                                                   |
| ---- | ----------------------------------- | --------- | --------------------------------------------------------------------------- |
|      | Western Visayas (Region VI)         | Iloilo    | - Aklan - Antique - Capiz - Guimaras - Iloilo                               |
|      | Central Visayas (Region VII)        | Cebu City | - Bohol - Cebu - Siquijor                                                   |
|      | Eastern Visayas (Region VIII)       | Tacloban  | - Biliran - Eastern Samar - Leyte - Northern Samar - Samar - Southern Leyte |
|      | Negros Island Region (Region XVIII) | Bacolod   | - Negros Oriental - Negros Occidental - Bacolod                             |

## Mindanao
| Mapa | Region (krótka nazwa)           | Stolica        | Prowincje                                                                                   |
| ---- | ------------------------------- | -------------- | ------------------------------------------------------------------------------------------- |
|      | Zamboanga Peninsula (Region IX) | Pagadian       | - Zamboanga del Norte - Zamboanga del Sur - Zamboanga Sibugay                               |
|      | Mindanao Północne (Region X)    | Cagayan de Oro | - Bukidnon - Camiguin - Lanao del Norte - Misamis Occidental - Misamis Oriental             |
|      | Davao (Region XI)               | Davao          | - Compostela Valley - Davao del Norte - Davao del Sur - Davao Oriental                      |
|      | SOCCSKSARGEN (Region XII)       | Koronadal      | - Cotabato - Sarangani - South Cotabato - Sultan Kudarat                                    |
|      | Caraga (Region XIII)            | Butuan         | - Agusan del Norte - Agusan del Sur - Dinagat Islands - Surigao del Norte - Surigao del Sur |
|      | Muzułmańskie Mindanao (ARMM)    | Cotabato       | - Basilan - Lanao del Sur - Maguindanao - Shariff Kabunsuan - Sulu - Tawi-Tawi              |